# Art Basel

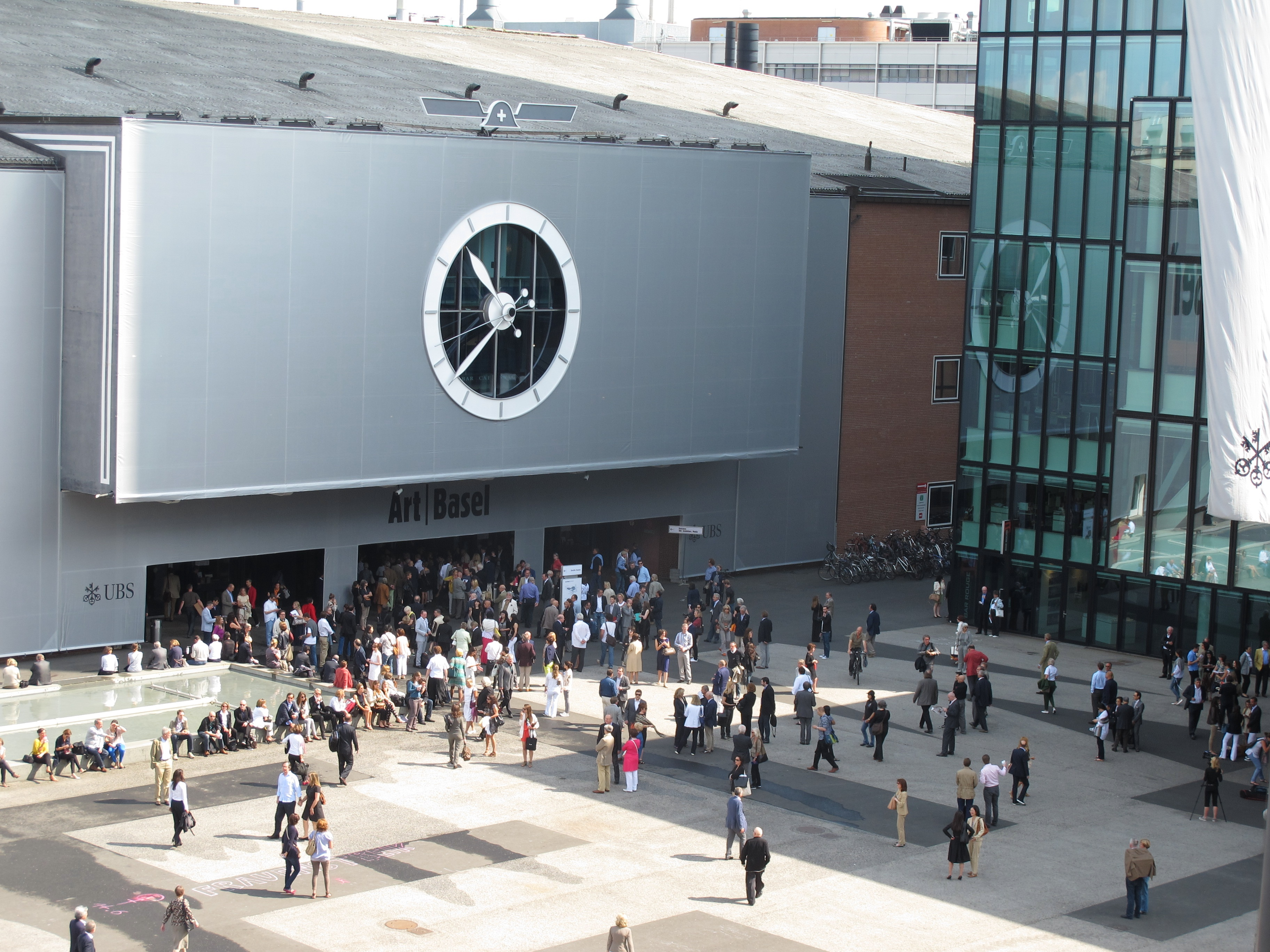
Entrén till Art Basel

Art Basel är en mässorganisation för konstmässor, som är baserad i Basel i Schweiz. 
Art Basel grundades 1970 av Basel-galleristerna Trudi Bruckner, Balz Hilt och Ernst Beyeler för årliga konstmässor i Basel. Mässorna genomförs under juni månad. 
Moderföretaget till Art Basel, MCH Swiss Exhibition (Basel) Ltd., arrangerar konstmässor  också i Miami Beach i USA och Hongkong. År 2002 hade Art Basel sin första konstmässa i Miami Beach. Dessa mässor anordnas årligen i december månad. 
År 2013 hölls den första konstmässan i Hongkong.